# رامز مجنون رسمي
رامز مجنون رسمي، هو برنامج كاميرا خفية من إعداد وتقديم رامز جلال عُرض في موسم رمضان 1441 هـ / 2020م على قنوات إم بي سي.
البرنامج من إخراج محمد نصير وإنتاج مجموعة إم بي سي. تم تصوير مقالب البرنامج في دبي، الامارات.

## خلفية عن البرنامج
قدم الممثل المصري رامز جلال 9 برامج مقالب للتلفزيون في السنوات الثمانية الماضية في شهر رمضان، أولها كان عام 2011 عندما قام ببطولة رامز قلب الاسد، ثم توالى في تقديم البرامج المسماة على اسمه الشخصي حيث قدم رامز ثعلب الصحراء في عام 2012 الذي كان في صحراء مصر والذي تعرض لانتقادات شديدة، ورامز عنخ آمون في عام 2013، ورامز قرش البحر في عام 2014، ورامز واكل الجو عام 2015، ورامز بيلعب بالنار عام 2016، ورامز تحت الأرض عام 2017، ورامز تحت الصفر عام 2018، ورامز في الشلال عام 2019، ليعود ببرنامج رامز مجنون رسمي.

## فكرة المقلب
تتم فكرة الضيف من خلال استدعاء الضيف بواسطة المغنية والإعلامية أروى وذلك لأنها قد اشتهرت بتقديم البرامج ولثقة الفنانين بها وإجلاس الضيف على كرسي كهربائي دون علمه ثم يحاول الضيف القيام من على الكرسي ولكن يتم تربيطة بالسلاسل ولا يستطيع النهوض ويظهر رامز ويظل ينظر إلى الضيف مع بعض التعليقات الكوميدية ثم يقف رامز بعيدًا عن الضيف ويطلقه وعندما يأتي يريد الوصول إلى رامز لينتقم منه يسقط في بركة ماء ثم يضل يعاني حتى يخرجه رامز ثم يأتي رامز ويذهب إلى الطابق العلوي فيظطر الضيف إلى صعود الدرج الذي يكون زلقًا وقتها ثم يسقط وينتهي المقلب.

## انتقادات وشكاوى
وجهت عدة انتقادات للبرنامج على الفكرة والمحتوى
- قُدمت شكاوى لإيقاف عرض البرنامج، قدمها أعضاء بمجلس النواب المصري بطلبات موجّهه لرئيس الوزراء مصطفى مدبولي، بهدف وقف البرنامج واصفين إياه بأنه «يحرض على العنف ويحتوي على ألفاظ خادشة للحياء وكذلك على عدة جرائم يعاقب عليها القانون مثل التعذيب بالمياه والكهرباء واحتجاز مواطن بالقوة والشروع في القتل».
- تقدمت هيئة الرقابة على المصنفات الفنية ببلاغ إلى النائب العام للتحقيق في محتوى البرنامج الذي يقدمه رامز جلال لأنه «يحوي كمًا كبيرًا من السادية والعنف، ويمثل خطورة على المجتمع وذوقه العام».
- تلقت محكمة القضاء الإداري في مصر دعوى قضائية رفعها محام مصري تطالب بإلزام وزارة الدولة للإعلام والمجلس الأعلى لتنظيم الإعلام ومجموعة قنوات «إم بي سي» بوقف البرنامج رامز مجنون رسمي، بسبب «تضمنه تنمرا ومعان وألفاظا هابطة وجرائم احتجاز وتعذيبا وعنفا وسادية يعاقب عليها القانون».
- أعلن المجلس الأعلى لتنظيم الإعلام المشرفة على وسائل الإعلام في مصر، مناقشة ما يقدمه برنامج، لاتخاذ الإجراءات القانونية حياله.
- قررت نقابة الإعلاميين المصريين، منع ظهور رامز جلال على أيّة وسيلة إعلامية تبث داخل مصر لحين البت في أوضاعه القانونية
- اتهمت النقابة برنامج "رامز مجنون رسمي" بتخطّي حدود الرسالة الإعلامية الهادفة وترسيخ العنف وإهدار الحقوق الإنسانية".[2][3][4]

## ضيوف البرنامج
| رقم الحلقة | ضيف الحلقة                          | البلد                               | المهنة                              |
| ---------- | ----------------------------------- | ----------------------------------- | ----------------------------------- |
| 1          | غادة عادل                           | مصر                                 | ممثلة                               |
| 2          | علي معلول                           | تونس                                | لاعب كرة قدم                        |
| 3          | ياسمين صبري                         | مصر                                 | ممثلة                               |
| 4          | أمينة خليل                          | مصر                                 | ممثلة                               |
| 5          | حسن عسيري                           | السعودية                            | ممثل ومنتج                          |
| 6          | ياسمين رئيس                         | مصر                                 | ممثلة                               |
| 7          | محمود كهربا                         | مصر                                 | لاعب كرة قدم                        |
| 8          | حمدي المرغني                        | مصر                                 | ممثل                                |
| 9          | بدرية طلبة                          | مصر                                 | ممثلة                               |
| 10         | باسم ياخور                          | سوريا                               | ممثل                                |
| 11         | محمد الشناوي                        | مصر                                 | حارس مرمى                           |
| 12         | فيفي عبده                           | مصر                                 | ممثلة - راقصة شرقية                 |
| 13         | عبد الله بالخير                     | الإمارات العربية المتحدة            | مغني                                |
| 14         | حسن شاكوش                           | مصر                                 | مغني مهرجانات                       |
| 15         | طارق حامد                           | مصر                                 | لاعب كرة قدم                        |
| 16         | ريهام عبد الغفور                    | مصر                                 | ممثلة                               |
| 17         | حمو بيكا                            | مصر                                 | مغني مهرجانات                       |
| 18         | منة عرفة                            | مصر                                 | ممثلة                               |
| 19         | بسمة                                | مصر                                 | ممثلة                               |
| 20         | ابو المعاطي زكي                     | مصر                                 | محلل                                |
| 21         | بوسي                                | مصر                                 | مغنية                               |
| 22         | سوزان نجم الدين                     | سوريا                               | ممثلة                               |
| 23         | أشرف بنشرقي                         | المغرب                              | لاعب كرة قدم                        |
| 24         | أروى جودة                           | مصر                                 | ممثلة وعارضة أزياء                  |
| 25         | نبيلة عبيد                          | مصر                                 | ممثلة                               |
| 26         | سيد عبد الحفيظ                      | مصر                                 | لاعب كرة قدم                        |
| 27         | محيي إسماعيل                        | مصر                                 | ممثل                                |
| 28         | كواليس البرنامج                     | كواليس البرنامج                     | كواليس البرنامج                     |
| 29         | أفضل 5 لقطات من كل فقرة من البرنامج | أفضل 5 لقطات من كل فقرة من البرنامج | أفضل 5 لقطات من كل فقرة من البرنامج |

## البث والإصدار
في 20 نيسان/أبريل تم إطلاق المقطع الدعائي للبرنامج الذي سيعرض في رمضان على 
- إم بي سي مصر
- إم بي سي 1
- إم بي سي 5
- إم بي سي العراق

## أهم الشخصيات
بعد مساعدة مهيرة عبد العزيز والمخرج جاد شويري لرامز في برنامجه الرمضاني لعام 2019 رامز في الشلال ساعدته المذيعة أروى في برنامجه رامز مجنون رسمي.